# Mokroluh
Mokroluh (bis 1927 slowakisch „Mokroluky“; ungarisch Tapolysárpatak – bis 1907 Sárpatak) ist eine Gemeinde im Osten der Slowakei mit 769 Einwohnern (Stand 31. Dezember 2024). Sie gehört zum Okres Bardejov, einem Kreis des Prešovský kraj, und wird zur traditionellen Landschaft Šariš gezählt.

## Geographie
Die Gemeinde befindet sich im nordwestlichen Teil der Niederen Beskiden, noch genauer im Bergland Ondavská vrchovina, im Tal der oberen Topľa an deren linkem Ufer. Das Ortszentrum liegt auf einer Höhe von 330 m n.m. und ist fünf Kilometer von Bardejov entfernt.
Nachbargemeinden sind Zlaté im Norden, Bardejov (Stadtteile Bardejovské Kúpele und Bardejov) im Nordosten und Osten, Richvald im Süden und Rokytov im Westen.

## Geschichte
Mokroluh wurde zum ersten Mal 1277 als Mokurlang schriftlich erwähnt, weitere historische Bezeichnungen sind unter anderen Saarpotok (1320) und Mokroluch (1773). Das Dorf lag im Jahr 1355 in der Herrschaft von Smilno-Makovica. 1427 wurden 24 Porta verzeichnet, 1471 wurde Mokroluh zum Untertanendorf der Stadt Bartfeld.
1722 brannte Mokroluh nieder. 1787 hatte die Ortschaft 52 Häuser und 412 Einwohner, 1828 zählte man 70 Häuser und 534 Einwohner. die als Schindler und Viehhalter beschäftigt waren sowie  Holzwerkzeuge und Kurbeln herstellten. Ab der Mitte des 19. Jahrhunderts gab es mehrere Auswanderungswellen.
Bis 1918 gehörte der im Komitat Sáros liegende Ort zum Königreich Ungarn und kam danach zur Tschechoslowakei beziehungsweise heute Slowakei. Nach dem Zweiten Weltkrieg wurde die örtliche Einheitliche landwirtschaftliche Genossenschaft (Abk. JRD) im Jahr 1959 gegründet und schon ein Jahr später mit der Genossenschaft in Bardejov verschmolzen, ein Teil pendelte zur Arbeit in Industriebetriebe in Bardejov.

## Bevölkerung
| Jahr                | 1994 | 2004     | 2014    | 2024    |
| ------------------- | ---- | -------- | ------- | ------- |
| Anzahl der Personen | 587  | 714      | 730     | 769     |
| Unterschied         |      | +21,63 % | +2,24 % | +5,34 % |

| Jahr                | 2023 | 2024    |
| ------------------- | ---- | ------- |
| Anzahl der Personen | 750  | 769     |
| Unterschied         |      | +2,53 % |

Nach der Volkszählung 2011 wohnten in Mokroluh 730 Einwohner, davon 718 Slowaken sowie jeweils ein Mährer und Russine. Zwei Einwohner gaben eine andere Ethnie an und acht Einwohner machten keine Angabe zur Ethnie.
336 Einwohner bekannten sich zur römisch-katholischen Kirche, 280 Einwohner zur Evangelischen Kirche A. B., 67 Einwohner zu den Brethren, 18 Einwohner zur griechisch-katholischen Kirche, zwei Einwohner zur orthodoxen Kirche sowie jeweils ein Einwohner zu den Baptisten und zur apostolischen Kirche. Fünf Einwohner bekannten sich zu einer anderen Konfession, ein Einwohner war konfessionslos und bei 19 Einwohnern wurde die Konfession nicht ermittelt.

## Bauwerke
- römisch-katholisch Ursulakirche im Spätbarockstil aus dem Jahr 1772, 1823 erweitert[6]
- evangelischer Glockenturm aus dem Jahr 1923

## Verkehr
Durch Mokroluh führt die Straße 1. Ordnung 77 von Ľubotín nach Bardejov.